# Shikimato deidrogenasi
La shikimato deidrogenasi è un enzima appartenente alla classe delle ossidoreduttasi, che catalizza la seguente reazione:
shikimato + NADP+ ⇄ 3-deidroshikimato + NADPH + H+
NAD+ non può rimpiazzare NADP+. Negli organismi superiori, questo enzima forma un complesso multienzimatico con la 3-deidrochinato deidratasi.